# Hubert Persson
Per Hubert Persson (ur. 22 lutego 1918, w Ånge zm. 27 grudnia 1990 w Eskilstunie) – szwedzki zapaśnik walczący w stylu klasycznym. Olimpijczyk z Helsinek 1952, gdzie zajął czwarte miejsce w kategorii do 57 kg.
Mistrz Szwecji w 1952 i 1953 w stylu klasycznym i w 1953 w stylu wolnym roku.

## Letnie Igrzyska Olimpijskie 1952
| Konkurencja          | Rundy eliminacyjne      | Rundy eliminacyjne       | Rundy eliminacyjne     | Rundy eliminacyjne        | Rundy eliminacyjne     | Klas. końcowa |
| Konkurencja          | Przeciwnik I            | Przeciwnik II            | Przeciwnik III         | Przeciwnik IV             | Przeciwnik V           | Miejsce       |
| -------------------- | ----------------------- | ------------------------ | ---------------------- | ------------------------- | ---------------------- | ------------- |
| 57 kg styl klasyczny | Pietro Lombardi (ITA) P | Oswaldo Johnston (GUA) Z | Norbert Kohler (SAA) Z | Ferdinand Schmitz (FRG) Z | Artiom Terian (ZSRR) P | 4.            |